# Барн-Блафф (гора)
Барн-Блафф (англ. Barn Bluff) — гора, расположенная в северной части национального парка Крейдл-Маунтин — Лейк-Сент-Клэр, находящегося на территории острова (и одноимённого штата) Тасмания, входящего в состав Австралии. Этот парк является частью территории, называемой «Дикая природа Тасмании» (англ. Tasmanian Wilderness), являющейся объектом Всемирного наследия ЮНЕСКО.

## История и география
Гора была названа Барн-Блафф (англ. Barn Bluff) топографом Джозефом Фосси (Joseph Fossey, 1788—1851), который исследовал этот район в 1826—1827 годах.
Высота горы Барн-Блафф — 1559 м над уровнем моря, она является четвёртой по высоте горой Тасмании. Относительная высота вершины — 622 м. Гора Барн-Блафф расположена примерно в 32 км северо-западнее озера Сент-Клэр. Подобно многим другим горам региона, она сформирована из долеритовых колонн. Породы состоят из кварца и кристаллических сланцев, покрытых конгломератом и зелёными вулканическими породами (англ. greestone).
Гора Барн-Блафф — одна из самых известных гор Тасмании, хотя она и уступает в популярности соседней горе Крейдл, которая ниже её на 15 м. Предположение о том, что гора Барн-Блафф выше, чем Крейдл, было высказано австрийскими братьями-альпинистами Юлиусом и Францем Мальхерами, которые в 1914 году восходили на одну из вершин горы Крейдл. Их заключение получило официальное подтверждение годом позже.

## Туристские маршруты
Недалеко от горы Барн-Блафф пролегает один из самых популярных в Австралии пеших туристских маршрутов — многодневный маршрут Overland Track длиной около 70 км, северное окончание которого находится недалеко от горы Крейдл, а южное окончание — у озера Сент-Клэр.
Восхождение на гору Барн-Блафф описано как один из боковых маршрутов, отходящих от основной тропы Overland Track, который занимает около 2,5 часов при условии достаточной физической и технической подготовки.
В хорошую погоду с вершины горы Барн-Блафф открывается захватывающая круговая панорама Национального парка и соседних гор (Осса, Пелион-Уэст, Крейдл и другие) — все они находятся на достаточном расстоянии и не загораживают вид с вершины.